# Unidade equivalente ao álbum

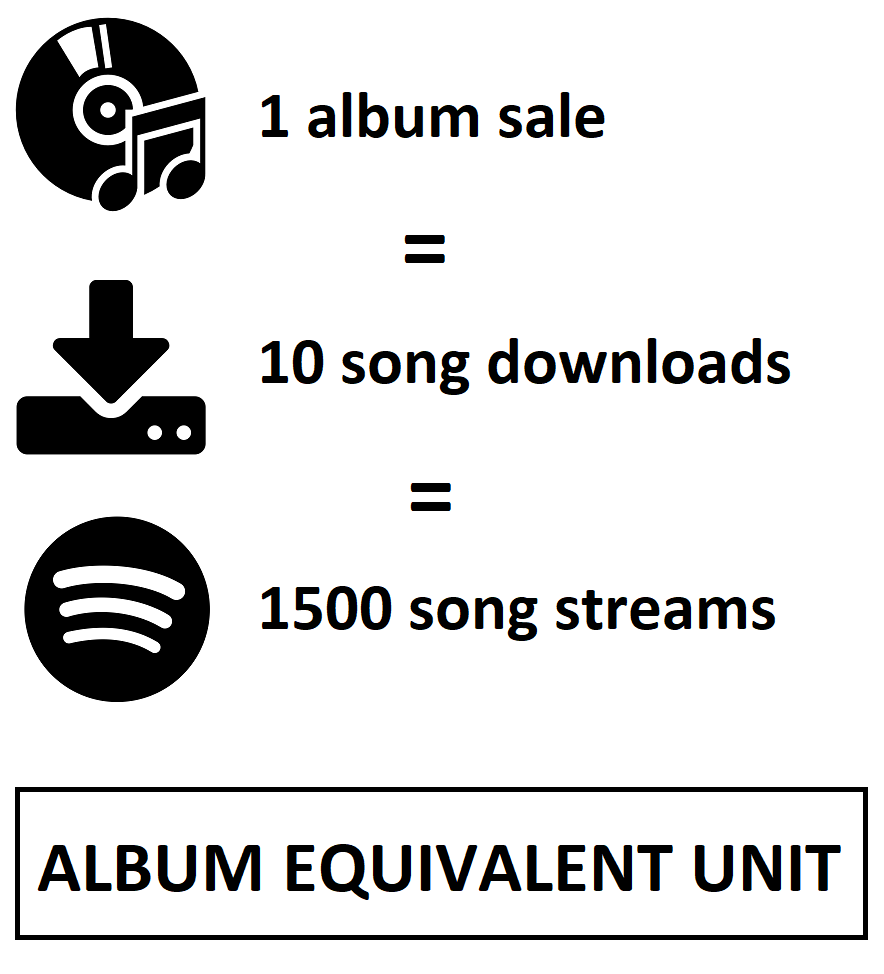
O padrão de uma unidade equivalente de álbum nos Estados Unidos, de acordo com a RIAA

A unidade equivalente ao álbum é uma unidade de medida na indústria da música para definir o consumo de música que é igual à compra de uma cópia do álbum. Esse consumo inclui download digital e streaming de músicas, além das vendas de álbuns tradicionais. A unidade equivalente ao álbum foi introduzida em meados de 2010 como uma resposta à queda das vendas de álbuns no século XXI. As vendas de álbuns caíram pela metade de 1999 a 2009, caindo de uma indústria de US $ 14,6 para US $ 6,3 bilhões. Por exemplo, os únicos álbuns que foram certificados como disco de platina nos Estados Unidos em 2014 foram a trilha sonora de Frozen e o 1989 de Taylor Swift, enquanto vários artistas fizeram em 2013. O uso das unidades equivalentes ao álbum revolucionou as paradas musicais transformando os rankings de “álbuns mais vendidos” em rankings de “álbuns mais populares”. A Federação Internacional da Indústria Fonográfica (IFPI) utilizou a unidade equivalente ao álbum para laurear seu Global Recording Artist of the Year desde 2013.

## Críticas
Na Forbes.com, Hugh McIntyre observou que o uso de unidades equivalentes de álbuns fez com que os artistas lançassem álbuns com listas de faixas excessivas. Brian Josephs da Spin disse: “Se você é um artista pop sedento de nota, você pode, teoricamente, jogar com o sistema colocando até 20 faixas em um álbum, ganhando mais unidades equivalentes ao álbum —e, portanto, ‘vendas’ de álbum— conforme os ouvintes verificam o álbum.” Ele também criticou o álbum de Chris Brown, Heartbreak on a Full Moon, que contém mais de 40 músicas.